# Patrick O'Leary
Patrick O'Leary, né à Saginaw, Michigan, le 13 septembre 1952, est un écrivain américain de science-fiction et de fantasy et un concepteur-rédacteur.
O'Leary a écrit le poème Nobody Knows It But Me qui a été utilisé dans la campagne de publicité de 2002 pour la Chevrolet Tahoe.

## Œuvres

### Romans
- (en) Door Number Three, 1993
- Le Don : L'Ultime Héritage, Mnémos, 2010 ((en) The Gift, 1997)Nommé au prix World Fantasy du meilleur roman 1998
- L'Oiseau impossible, Calmann-Lévy, collection Interstices, 2007 ((en) The Impossible Bird, 2001)
- (en) The Cane, 2007
- (en) The Black Heart, 2009
- (en) 51, 2022

### Recueil de nouvelles et poèmes
- (en) Other Voices, Other Doors, 2000
- (en) Obviously I love you but if I were a bird, 2025

### Nouvelles traduites en français
- Moi, après le caillou, Bragelonne, 2006 ((en) The Me After the Rock, 2002)Parue dans l'anthologie Science-fiction 2006